# SWIV
 (janvier 2015).
Si vous disposez d'ouvrages ou d'articles de référence ou si vous connaissez des sites web de qualité traitant du thème abordé ici, merci de compléter l'article en donnant les références utiles à sa vérifiabilité et en les liant à la section « Notes et références ».
SWIV (acronyme de Special Weapons Interdiction Vehicles) est un jeu vidéo développé par Random Access et édité par The Sales Curves en 1991. Conçu par les développeurs responsables de l'adaptation du jeu d'arcade SilkWorm (1988), SWIV est un shoot them up à défilement vertical jouable à deux en simultané dans lequel le joueur est aux commandes d'un hélicoptère (et d'une jeep pour le second). Le jeu est disponible sur Amiga, Atari ST, Archimedes, Commodore 64, Amstrad CPC, et ZX Spectrum.
Une version étendue, intitulée Super SWIV (1992) et Mega SWIV (1994), est sortie sur Super Nintendo et Mega Drive. Elle fut adaptée sur Game Boy Color sous le titre SWIV. Un remake en 3D, intitulé SWIV 3D, a également vu le jour sur PC CD-ROM en 1996.

## Développement
SWIV fut l'occasion par les développeurs d'expérimenter sur 16/32 bits un procédé de chargement en continu évitant de provoquer des coupures dans l'action en réclamant un changement de disquette[réf. nécessaire].

### Équipe de développement
- Game design : Ned Langman, Ronald Pieket Weeserik & Dan Marchant
- Programmation : Ronald Pieket Weeserik & John Croudy (Amiga, ST), Rob Henderson (C64), Ken Murfitt (CPC, ZX)
- Graphismes : Ned Langman (Amiga, ST, SNES), Rob Whitaker (C64), Tahir Rashid (CPC, ZX)
- Musique : Andrew Barnabas

## Accueil
- Joypad : 79 % (Mega SWIV)[1]

### Note
1. ↑  Le jeu est intitulé Firepower 2000 aux États-Unis.